# عمر علی عمر
عمر علی عمر (انگلیسی: Omar Ali Omar؛ زادهٔ ۱۶ ژوئن ۱۹۸۱) بازیکن فوتبال اهل امارات متحده عربی است.